# Daily Emerald
Daily Emerald é um site de notícias de estudantes online produzido na Universidade do Oregon, em Eugene, Oregon, Estados Unidos. Seu antecessor, o jornal Oregon Daily Emerald, fundado em 1899, formou muitos conhecidos escritores e jornalistas, e contribuiu de forma importante para a jurisprudência do jornalismo. Atualmente, duas revistas de notícias impressas, Emerald Monday e Emerald Wknd, também são publicadas semanalmente.